# Dietrich Mateschitz
Dietrich Mateschitz (Sankt Marein im Mürztal, 20 maggio 1944 – Salisburgo, 22 ottobre 2022) è stato un imprenditore austriaco, miliardario e cofondatore della nota casa produttrice della bevanda energetica Red Bull di cui deteneva il 49% delle azioni.
Secondo Forbes, nel 2021 è stato la 56ª persona più ricca al mondo con un patrimonio stimato in 25 miliardi di dollari.

## Biografia
Nato a Sankt Marein im Mürztal, in Austria (allora parte del Terzo Reich), da una famiglia di origine croata. I suoi genitori erano entrambi maestri alle scuole elementari e divorziarono quando lui era molto piccolo.
Il primo impiego subito dopo essersi laureato in marketing all'Università di Vienna, fu presso la multinazionale Unilever; successivamente passò alla Procter & Gamble dove, sempre nell'ambito del marketing, lanciò sul mercato alcuni prodotti di successo come dentifrici.
In uno dei suoi viaggi d'affari, scoprì Krating Daeng, un energy drink dai cui sarebbe derivata la sua più importante creatura, la Red Bull. Nel 1984 ha fondato la Red Bull con il socio thailandese Chaleo Yoovidhya, lanciando la bevanda in tutti i mercati del mondo, e diventando ben presto leader mondiale.

### Sport
Una delle principali attività di marketing usata da Mateschitz per lanciare il suo marchio è stata quella di sponsorizzare il Red Bull in numerosi sport estremi. Nel 2004 ha rilevato la scuderia di Formula 1 Jaguar Racing fondando la Red Bull Racing; nel 2005, grazie anche all'amicizia con l'ex pilota di Formula 1 Gerhard Berger ha rilevato la scuderia italiana Minardi rinominandola Scuderia Toro Rosso creando una squadra satellite a quella ufficiale Red Bull. Nel 2010, 2011, 2012 e 2013 il team Red Bull ha vinto i mondiali costruttori di Formula Uno e quello piloti con il tedesco Sebastian Vettel, impresa ripetuta nel 2021, nel 2022, nel 2023 e nel 2024 con la vittoria di quattro mondiali piloti con Max Verstappen e due titoli costruttori. Possedeva inoltre anche un team NASCAR di nome Team Red Bull, chiuso alla fine della stagione 2011.
Tra il 2005 e il 2006 ha acquistato le squadre di calcio dell'Austria Salisburgo e dei MetroStars, le quali successivamente hanno visto modificato il loro nome rispettivamente in Red Bull Salzburg e New York Red Bulls (non senza qualche polemica). Nel 2007 ha fondato la Red Bull Brasil, una squadra di calcio brasiliana, che attualmente gioca nella seconda divisione del campionato paulista. In Brasile, in prima divisione, possiede il RB Bragantino. Nel maggio 2009 ha inoltre fondato un club di calcio tedesco, chiamato RB Leipzig. Dal 2012 è stato anche il proprietario del club di hockey tedesco EHC München che ha cambiato il nome in Red Bull München, nonché proprietario dei Red Bull Salzburg, squadra plurititolata del massimo campionato di hockey su ghiaccio austriaco. Sponsorizzava numerosissimi altri sport ed altri atleti.

### Vita privata
Sebbene non si sia mai sposato, aveva un figlio. Possedeva la licenza di pilota con la quale era in grado di pilotare aerei come Dassault Falcon 900 e Piper PA-18 Super Cub. Viveva a Salisburgo e possedeva anche l'isola di Laucala, acquistata dalla famiglia Forbes nel 2003.